# روب جوستين
روب جوستين هو مغن مؤلف كندي، ولد في 3 مايو 1953 في إدمونتون في كندا.

## روابط خارجية
- روب جوستين على موقع IMDb (الإنجليزية)